# Selaginella subsplendens
Selaginella subsplendens là một loài dương xỉ trong họ Selaginellaceae. Loài này được C. Presl mô tả khoa học đầu tiên năm 1788.
Danh pháp khoa học của loài này chưa được làm sáng tỏ. 